# Russula heterophylla
Russula heterophylla é um fungo que pertence ao gênero de cogumelos Russula na ordem Russulales. Foi descrito cientificamente por Elias Magnus Fries.